# Sylvia Steiner (Sportschützin)
Sylvia Steiner (* 7. Mai 1982 in Schwarzach im Pongau) ist eine österreichische Sportschützin.

## Leben
Sylvia Steiner vom SG Bischofshofen trainiert bei Franz Steiner und Thomas Zerbach (Nationaltrainer), seit 1992 nimmt sie an Wettbewerben im Sportschießen teil.
Bei den Europaspielen nahm sie 2015 und 2019 für Österreich teil. Bei ihrem Olympiadebüt bei den aufgrund der COVID-19-Pandemie auf 2021 verschobenen Olympischen Spielen 2020 in Tokio im Juli 2021 nahm sie für Österreich über 10 m Luftpistole und 25 m Sportpistole teil und belege Platz 15 bzw. 29.
Im März 2022 gewann sie bei den Luftdruckwaffen-Europameisterschaften in Hamar in Norwegen die Bronzemedaille mit der Luftpistole. Am 17. Oktober 2022 wurde sie bei den Weltmeisterschaften in Kairo gemeinsam mit Richard Zechmeister Weltmeisterin mit der Luftpistole im Mixed-Team-Bewerb. Am Folgetag holte sie die Silbermedaille im 50-Meter-Einzelbewerb. Mit der 25-Meter-Standardpistole belegte das Duo Steiner/Zechmeister bei der WM 2022 im Mixed-Bewerb Rang sieben.
Beim Weltcup in Jakarta in Indonesien belegte sie im Jänner 2023 mit der 10-Meter-Luftpistole den zweiten Platz, im Mixed-Bewerb wurde sie mit Richard Zechmeister Dritte. Einen Weltcup-Sieg holte sie mit der 25-Meter-Pistole. Zuvor hatte sie 2017 beim Weltcup in Gabala mit der Luftpistole einen Sieg erringen können.
Bei der EM der Sportschützen in Tallinn belegte sie im März 2023 den zehnten Platz und  qualifizierte sich damit für eine Teilnahme an den Europaspielen 2023. Im Mixed-Teambewerb erreichte sie mit Richard Zechmeister Rang acht. Bei den Weltmeisterschaften 2023 in Baku holte sie mit der Standardpistole über 25 m Bronze hinter Feng Sixuan und Anna Korakaki und Gold im 50-m-Pistolen-Bewerb.
Bei der Europameisterschaft der Sportschützen in Győr in Ungarn holte sie 2024 gemeinsam mit Richard Zechmeister Silber im Mixed-Teambewerb mit 10-Meter-Luftpistole. 2024 qualifizierte sie sich erneut für die Teilnahme an den Olympischen Sommerspielen. Bei den Europameisterschaften 2025 am Olympia-Wettkampfort Châteauroux in Frankreich eroberte sie im Juli 2025 mit der Pistole über die 25 Meter Silber.